# Dysschema umbra
Dysschema umbra är en fjärilsart som beskrevs av Druce 1885. Dysschema umbra ingår i släktet Dysschema och familjen björnspinnare. Inga underarter finns listade i Catalogue of Life.